# Hermann Amandus Schwarz
Karl Hermann Amandus Schwarz (Jerzmanowa, 25 de janeiro de 1843 — Berlim, 30 de novembro de 1921) foi um matemático alemão.
É conhecido por seu trabalho em análise complexa. Nasceu em Hermsdorf, Silésia, então pertencente à Alemanha.
Trabalhou em Halle an der Saale, Universidade de Göttingen e Universidade de Berlim, nos campos da análise complexa, geometria diferencial e cálculo de variações.
Sepultado no Cemitério de Grunewald.